# 葛木
葛木（1486年—1535年），字仁甫，號巵山，浙江紹興府上虞縣人，民籍，明朝政治人物、進士出身。

## 生平
正德二年（1507年）丁卯科浙江鄉試第二十二名舉人，正德十二年，登丁丑科會試第一百二十二名，第二甲第七十九名進士。通政司观政，授刑部主事，升员外、郎中，嘉靖八年（1529年）任淮安府知府。擢升山东按察司副使，十三年六月升山西布政使司右参政，次年卒于官。吴承恩作《祭卮山先生文》。

## 家族
曾祖父葛文玉；祖父葛用聲，曾任封知府；父親葛浩，曾任邵武知府。母俞氏（封孺人）。重庆下。兄葛模（義官）。弟葛本、葛栋、葛杲。